# Sternwanderer (Roman)
Sternwanderer (Originaltitel: Stardust) ist ein Roman von Neil Gaiman, der 1998 mit zahlreichen Illustrationen von Charles Vess erschien. Die deutsche Übersetzung kam ohne Illustrationen im Jahr 2000 heraus. Eine deutsche Ausgabe mit Vess' Illustrationen folgte nach der Verfilmung 2007 unter demselben Titel. Aufgrund seines besonderen Stils und seiner außergewöhnlichen Sprache, die an ein Märchen erinnert, unterscheidet sich Stardust von Gaimans meisten anderen Werken.

## Themen
Außer am größten aller literarischen Themen, der Liebe, arbeitet sich Sternwanderer auch an Fragen der Herkunft ab. Die Herausforderung der Integration, sprich: wie weit diese gehen soll und kann, steht dabei an erster Stelle. Ethnische Vielfalt hier und bäuerliche Einfalt da, bilden ein interessant polarisierendes Muster. Unzweifelhaft sind auch zentrale literarische Motive aus Parzival sowie Tristan und Isolde im Sternenwanderer präsent.

## Inhalt

### Vorspiel
Das Dorf Wall, bestehend seit 600 Jahren, irgendwo in England. Der Name des Dorfes bezieht sich auf den mächtigen steinernen Wall, der sich am Rande des Ortes erstreckt, aus dem Wald kommend, wieder im Wald verschwindend. Assoziationen mit dem römischen Limes sind sicherlich beabsichtigt. Eine 2 Meter breite Öffnung unterbricht den Wall in der Nähe des Dorfes. Seit undenklichen Zeiten wird dieser Durchgang in Acht-Stunden-Schichten von zwei Wachen beobachtet, denn hinter dem Wall erstreckt sich Feenland. Alle neun Jahre findet ein Markt statt, bei dem Handel zwischen dem Land hinter dem Wall und der normalen Welt erlaubt ist. Zu diesem Markt kommen Kunden aus aller Welt nach Wall.

### Einleitung
Sternwanderer beginnt im Viktorianischen Zeitalter, der Lebenszeit von Charles Dickens und Samuel F. B. Morse. Erster Protagonist ist der 18-jährige Dunstan Thorn. Auf dem Markt erwirbt er an einem Glasblumenstand ein zartes Schneeglöckchen gegen einen Kuss. Um Mitternacht trifft er sich zu einem leidenschaftlichen Tête-à-Tête mit dem von der Blumenverkäuferin versklavten Feenmädchen. Ein Jahr später, er ist inzwischen mit einer soliden Dorfschönen verheiratet, wird ein Weidenkörbchen jenseits des Walls abgelegt. In ihm liegt ein schreiendes Bündel, an dem ein Schildchen befestigt ist, beschriftet mit den Worten: Tristran Thorn, und nun beginnt die eigentliche Geschichte.

### Hauptteil
An der Seite seiner um ein halbes Jahr jüngeren Schwester Louisa wächst Tristran in der Welt seines Vaters auf. Wenn auch ein wenig verträumt, entwickelt er sich zu einem fast normalen Jungen, der eine Ausbildung beginnt und sich mit 17 Jahren unsterblich in die aktuelle Dorfschönheit, eine gewisse Victoria Forester, verliebt.
Um sie zu gewinnen, verspricht er ihr, den Stern zu finden, der gerade als Sternschnuppe über ihren Köpfen im Osten niedergegangen ist. Dies ist ein leichtfertiges und tollkühnes Versprechen, denn das Suchgebiet liegt jenseits des Walls, im Feenland. Noch in derselben Nacht bricht er auf. Sein Vater ermöglicht ihm die Passage durch den Wall, und dann ist Tristran allein in völliger Fremde.
Schon bald bemerkt Tristran, dass die Zeit im Feenland einen eigenen Verlauf nimmt. Nachdem er aus seinem ersten Schlaf in der Anderswelt erwacht ist, findet er sich in Gesellschaft eines behaarten, gnomenhaften Mannes wieder, der behauptet, seinem, Tristrans, Vater noch einen Gefallen zu schulden. Sie teilen ihre Vorräte und wandern gemeinsam weiter. Nachdem Tristran sie beide aus den Fängen eines Sengwaldes befreit hat, einfach indem er wusste, wo der wahre Weg zu finden war, steht der Fremde noch tiefer in seiner Schuld. Tristran hat ihm von seinem Vorhaben berichtet, und der kleine Mann findet das Ganze in keiner Weise absonderlich. Nachdem er Tristran feenlandgemäß hat einkleiden lassen, gibt er ihm zwei Hilfsmittel, die ihm seine Suche erleichtern würden: eine Kerze, die, solange sie brennt, die Zeit seiner Wanderung radikal verkürzen wird, und ein silbernes Kettchen, von den Zwergen aus Mondlicht, Katzenatem und Fischschuppen an einem Mühlteich geschmiedet. Die würde er brauchen, wenn er seinen Stern wirklich zurückbringen wolle. Nachdrücklich warnt er Tristran zur Vorsicht, denn er sei nicht der Einzige, der nach dem Stern suche.
Tatsächlich erfährt der Leser bald, was der Stern wirklich ist und wer sonst noch nach ihm sucht. Zunächst lernt er, dass der Stern ein faustgroßer Topas und das Machtsymbol der Domäne Stormhold ist, vom sterbenden Monarchen selbst in den Himmel geschleudert mit dem Versprechen, dass, wer es wieder zurück in die Festung bringe, zum nächsten Herrscher werden würde. Gerichtet waren diese Sätze an seine sieben Söhne, von denen vier tot und drei lebendig sein Sterbelager umstanden.
Neben diesen sieben furchterregenden Gestalten suchen drei Hexenköniginnen, die sogenannten Lilim, nach dem Stern, der ihnen die verlorene Jugend wiederbringen soll. Eigentlich soll dies nicht der Topas tun, den der Herr von Stormhold an den Himmel geschleudert hat, sondern das Sternenmädchen, das, von dem Kleinod getroffen, damit zu Boden stürzt. Ihm wollen sie bei lebendigem Leib das Herz herausschneiden und es für ihre üblen Zwecke missbrauchen.
Damit ist eines der Probleme benannt, mit dem Tristran sich konfrontiert sieht, nachdem er seinen Stern gefunden hat. Statt einem leblosen Objekt steht er einem ziemlich schlecht gelaunten Mädchen gegenüber, das sich beim Absturz vom Himmel ein Bein gebrochen hat. Ohne lange darüber nachzudenken, fesselt er sich und das Mädchen an das silberne Kettchen, das er von seinem kleinen haarigen Freund erhalten hat. Anschließend erklärt er ihr die Lage und sein Ansinnen, wofür sie jedoch lediglich Spott und Hohn übrig hat. Dessen ungeachtet fängt Tristran, nachdem er ihre Verletzung notdürftig behandelt hat, mit ihr an, in Richtung Wall zu humpeln. Da die Zeitverzerrungskerze inzwischen verloschen ist, steht ihnen ein mindestens sechsmonatiger Marsch bevor. Ein mühsames Unterfangen also, das erst dann an Dynamik gewinnt, als Tristran den blutigen Kampf zwischen einem magischen Löwen und einem Einhorn schlichtet, um anschließend, auf dem Einhorn reitend, weiterzureisen.
Das Vorankommen hat sich so zwar beschleunigt, die Versorgungslage ist jedoch nach wie vor prekär. In der Nähe eines Dorfes beschließt Tristran, einige Lebensmittel zu organisieren. Er lässt das Sternenmädchen und das Einhorn am Dorfrand zurück und löst sogar die silberne Fessel, nachdem das Mädchen bei seiner Sternenehre versprochen hat, nicht zu fliehen. Als Tristran zurückkommt, ist sein Stern weg, ebenso das Einhorn. Traurig und wütend nimmt Tristran die Verfolgung auf.
Inzwischen sind auch die anderen Sternsucher ihrem Ziel näher gekommen. Die Hexenkönigin stellt an einem Gebirgspass, den die Sternenfrau überqueren muss, eine Falle auf. Die drei lebenden Prinzen, die, weil sie stets danach trachten, einander zu eliminieren, nur noch zwei sind, nämlich Primus und Septimus, sind dem Stern ebenfalls dicht auf den Fersen, wenn auch auf unterschiedlichen Wegen.
In einem düsteren Wald kreuzen sich die Wege von Tristran und Primus. Tristran überredet den Prinzen, ihn in seiner schwarzen Kutsche mitreisen zu lassen. Gemeinsam erreichen sie das Gasthaus am Pass, das die Lilim als Falle aufgestellt hat. Drinnen sind die Hexe, das Einhorn und das Sternenmädchen. Es kommt zum Kampf. Das Einhorn verwundet die Hexe schwer, die daraufhin Primus und das Fabelwesen tötet. Im Kampfgetümmel gelingt es Tristran, mit dem Stern zu fliehen. Er benutzt dazu die Wachsreste der magischen Zeitkerze.
Ihre Flucht endet auf einer kleinstadtgroßen Wolke, wo die beiden vom Luftschiff Perdita aufgenommen werden. Da Tristran dem Sternenmädchen das Leben gerettet hat, ist dieses auf immer an ihn gebunden und verrät ihm endlich seinen Namen: Yvaine. Die Besatzung kümmert sich fürsorglich um die Verletzungen der Flüchtlinge und nach einigen entspannten Wochen auf dem Schiff gehen die beiden an einem Hafenbaum von Bord. Nach Angaben des Kapitäns sind sie noch etwa zehn Reisewochen von Wall entfernt.
Auf dem Weg dorthin begegnen sie der Glasblumenhändlerin Madame Semele, deren Sklavenmädchen damals das gläserne Schneeglöckchen an Tristrans Vater für einen Kuss verkauft hat. Seit dieser Zeit beklagt sie den Verlust dieses Schmuckstückes. Als Tristran ihr also seine Blume zum Tausch gegen sicheres Geleit und eine Mitfahrgelegenheit anbietet, ist sie einverstanden. Anschließend verwandelt sie ihn allerdings in eine Haselmaus und sperrt ihn in einen Käfig. Auf dem Markt will sie ihn zurückverwandeln, so sei er stiller und billiger zu halten. Das Sternenmädchen jedoch kann Semele weder sehen noch hören, was diesem die Möglichkeit gibt, als blinder Passagier auf dem Wagen mitzufahren.
Die Hexenkönigin hat inzwischen ihre nächste Falle aufgestellt, am Diggory´s Dyke, einem markanten Geländeeinschnitt auf dem Weg nach Wall. Hier wird sie von Septimus aufgespürt, der die Gelegenheit nutzen will, seinen ermordeten Bruder zu rächen: ein Versuch, der ihn ebenfalls das Leben kostet. Nun gibt es keinen lebenden männlichen Erben mehr für die Macht von Stormhold. An derselben Stelle trifft Madame Semele mit ihrem Wagen auf die Lilim. Auf die Frage, mit wem sie reise, antwortet Semele zwar wahrheitsgetreu, jedoch – da sie sich der Präsenz von Yvaine aber nicht bewusst ist, und die Lilim auf das Durchsuchen des Wagens verzichtet – passiert der Treck unbeschadet den Diggory´s Dyke. Bald darauf erreicht er auch sogleich die Marktwiesen vor Wall. Tristran erhält seine menschliche Gestalt zurück und zusammen mit Yvaine will er nun den Wall passieren und im Dorf seine Eltern und den Stern bei seiner großen Liebe Victoria abliefern. Beim Durchgang nach Wall lassen die Wachen die beiden nicht passieren. Seine Behauptung, er sei Tristran Thorn, quittieren sie mit Unglauben und Gelächter. Am anderen Tag aber kommt Louisa, seine Schwester, und nimmt ihn mit nach Wall. Yvaine bleibt vorerst zurück. Im Dorf trifft er Victoria, die sich bei ihm für ihr dummes Verhalten entschuldigt. Er vergibt ihr und unterstützt ihre Heiratspläne mit dem Händler Mister Monday. Anschließend klärt ihn sein Vater über das Geheimnis seiner Herkunft auf. Sichtlich erleichtert kehrt Tristran daraufhin auf den Markt zurück und erklärt endlich Yvaine seine Liebe.

### Epilog
Dass sich Tristran als der wahre Erbe der Macht von Stormhold herausstellt, weil Madam Semeles Sklavin seine Mutter, Prinzessin Una ist, sei hier nur angedeutet, genauso die etliche Jahre dauernde Rückreise des verliebten Paares zur Festung Stormhold, die unterdessen von seiner Mutter Una umsichtig regiert wird. Der Roman endet mit dem altersbedingten Tod Tristrans und der anschließenden Regentschaft seiner Gattin, der anscheinend unsterblichen Yvaine.

## Adaptionen
Von 2006 bis 2007 wurde Stardust vom Regisseur Matthew Vaughn verfilmt. Der Film startete am 10. August 2007 in den US-amerikanischen Kinos. Der deutsche Filmstart (Titel: Der Sternwanderer) war am 18. Oktober 2007. In den Rollen sind unter anderem Charlie Cox (Tristan), Claire Danes (Yvaine), Michelle Pfeiffer (Lamia), Robert De Niro (Captain Shakespeare) und Peter O’Toole (Lord of Stormhold) zu sehen. Der Film unterscheidet sich in vielen Einzelheiten von der Buchvorlage und kann als eigenständiges Werk angesehen werden. 

### Unterschiede zwischen Roman und Film
- Im Film heißt Tristran Tristan.
- Es wird im Film nichts von einem Zusammentreffen von Menschen und Bewohnern von Stormhold alle neun Jahre erwähnt, was im Buch allerdings ein wichtiger Bestandteil des Auftaktes ist. Stattdessen gelangt Dunstan Thorn nach Stormhold, indem er den Wächter der Mauer überlistet.
- Im Buch findet am Ende kein Kampf zwischen Tristran und den Hexen statt.
- Die Figur des helfenden Waldgnoms fehlt.
- Dafür wird im Film der Händler eingefügt.
- Es gibt keine Bruderschaft des Schlosses.
- Die Figur des tuntigen Captain Shakespeare wurde – genau wie die Pirateneinlage – für den Film kreiert. Im Buch handelt es sich um das „Freie Schiff Perdita“ auf Blitzjagd-Expedition unter Kapitän Johannes Alberic.
- Im Buch stirbt Septimus bei der Rache für seinen Bruder durch einen Schlangenbiss (Lamia); im Film wird er von Lamia ertränkt (Showdown).
- Die Reise Tristrans und Yvaines durch Stormhold nach dem Verlassen des Schiffes wird extrem verkürzt dargestellt.
- Victoria Forester hat sich bereits jemand anderem versprochen und erwartet ein Kind.
- Im Buch bleiben auch alle Hexen am Leben; sie sind nur sehr alt geworden und haben keine Zauberkräfte mehr. Straßengraben-Sal überlebt auch, nachdem sie ihre Macht über Tristrans Mutter (letzte Erbin von Stormhold) verloren hat.
- Im Buch bleibt Yvaine nach Tristrans Tod am Leben (unsterblich) und regiert Stormhold allein weiter.